# Kosmos 2265
Kosmos 2265, ruski satelit za umjeravanje (kalibriranje) radara. Iz programa Kosmos. Vrste je Tajfun-1B.
Lansiran je 26. listopada 1993. godine u 10:00 s kozmodroma Pljesecka u Rusiji. Lansiran je u nisku orbitu oko planeta Zemlje raketom nosačem Kosmos-3M 11K65M. Orbita mu je bila 291 km u perigeju i 1568 km u apogeju. Orbitna inklinacija bila mu je 82,9°. COSPARova oznaka je 1993-067-A. Zemlju je obilazio u 103,6 minuta. Pri lansiranju bio je mase 500 kg. 
Iz orbite je izašao i vratio se u atmosferu 11. kolovoza 2003. godine.

## Vanjske poveznice
- N2YO.com Search Satellite Database
- Celes Trak SATCAT Format Documentation (engl.)